# Vsevolod Abramovitsj

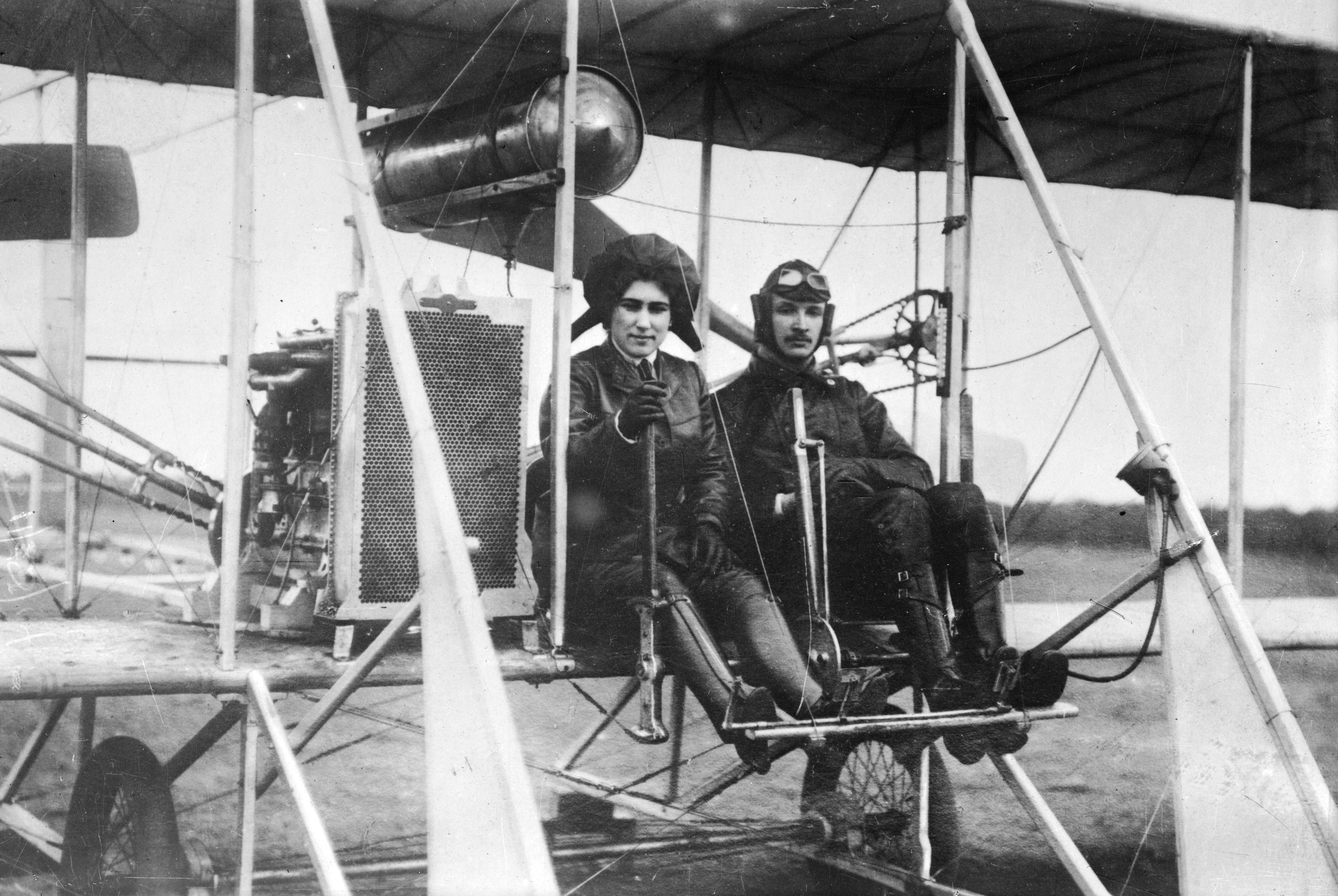
Abramovitsj met Jevgenia Sjachovskaja

Vsevolod Michajlovitsj Abramovitsj (Russisch: Всеволод Абрамович Михайлович) (Odessa, 11 augustus 1890 - Berlijn, 24 april 1913) was een Russisch luchtvaartpionier. 
Abramovitsj ging na de middelbare school naar Charlottenburg (Berlijn) om te studeren aan de technische universiteit. Op hetzelfde moment begon hij ook met vlieglessen, en in 1911 kreeg hij zijn vliegbrevet. Hij ging werken voor Flugmaschinen Wright in Johannisthal, het Duitse dochterbedrijf van de gebroeders Wright, en werd al snel hun belangrijkste testpiloot. 
In 1912 bouwde Abramovitsj zijn eigen vliegtuig, de Abramovich Flyer, gebaseerd op wat hij geleerd had in de Wright-fabriek, en vloog ermee naar Sint-Petersburg om mee te doen met een militaire vliegtuigcompetitie. 
In datzelfde jaar zette hij ook een wereldhoogterecord van 2100 m, en een tijdrecord voor het vervoeren van vier passagiers op een vlucht van 46 minuten en 57 seconden. 
Abramovitsj kwam om bij een vliegtuigongeluk terwijl hij vliegles gaf.